# Гавере
Гавере (на нидерландски: Gavere) е селище в Северна Белгия, окръг Гент на провинция Източна Фландрия. Населението му е около 12 000 души (2006).